# Deferribacterota
Deferribacterota, do latim pref. de -, de e substantivo latino ferrum , ferro, é um filo de bactérias gram-negativas, em forma de bastonete que, apesar de ter metabolismo variado, geralmente reduz o ferro III . Os membros de Deferribacterota são bastonetes ou células em forma de vibrio que não formam endósporos, preferencialmente anaeróbios (raramente microaerofílicos). Eles produzem energia pela respiração anaeróbica usando ferro, manganês ou nitrato e também podem produzir energia por fermentação.  O filo Deferribacterota é uma linhagem baseada na análise filogenética das sequências 16S rDNA. Atualmente, os membros deste filo são organizados em uma única classe, ordem e família.  
O filo foi caracterizado em 2001 e atualmente agrupa 6 gêneros e 10 espécies de bactérias anaeróbias Gram-negativas, ou seja, Calditerrivibrio, Deferribacter, Denitrovibrio, Flexistipes, Geovibrio e Mucispirillum. Caldithrix , que atualmente é um gênero não classificado, algumas vezes descrito como filogeneticamente relacionado a deferribacterota, mas provavelmente representa outro filo. O gênero mais conhecido é Deferribacter , cujas espécies são termofílicas, com mais de 60ºC de temperatura ótima que habitam águas termais terrestres ou marinhas. 
Os tamanhos de genoma de Deferribacterota são bastante pequenos, variando de 2,22 a 3,22 Mb com dois operons rrn e um conteúdo variável de G + C variando de 28,7 a 50,2% molar. Não apresentam esporulação e não tem motilidade evidente. São neutrófilos, halófilos e termófilos, de forma que suportam temperatura de 60 ºC. Além disso, se desenvolvem bem em pH 6,5 (intervalo de pH 5-8). Heterotróficos quimiorganotróficas que respiram anaerobicamente com terminal de electrões aceitadores incluindo Fe (II), Mn (IV), S 0, Co (III), e nitrato. Sensível à penicilina, vancomicina, estreptomicina e
ciclosserina, são resistentes à tetraciclina.

## Ecologia
São bacilos aquáticos e móveis. A maioria dos deferribacterota são halófilos, explicando que eles foram frequentemente encontrados em nichos marinhos, particularmente em condições termofílicas, halofílicas e ricas em sulfeto, como aquelas encontradas em fontes hidrotermais profundas. Eles também foram encontrados em reservatórios de petróleo e solos poluídos. Entre os ferribactérias, Mucispirillum sp. mostrou um estilo de vida particular associado ao muco intestinal em roedores, onde poderia contribuir para a patogênese em condições inflamatórias.

## Importância
É importante ressaltar que o metabolismo de ferro por deferribacterota na flora intestinal está definitivamente relacionado ao balanço de ferro intestinal. Logo, o metabolismo anormal do ferro aumentaria os riscos de doenças e promoveria o crescimento do tumor  . Entre os deferribacterota, Mucispirillum sp. mostrou um estilo de vida particular associado ao muco intestinal em roedores, onde poderia contribuir para a patogênese em condições inflamatórias. O D. acetiphilus, por exemplo, encontrado em reservatórios de petróleo, reduz o nitrato e a amônia. A presença deste organismo será benéfica para interromper o processo de formação indesejada de sulfeto de hidrogênio. A adição de nitrato ao sistema estimula a substituição de populações redutoras de sulfato por bactérias redutoras de nitrato, reduzindo a produção de sulfeto de hidrogênio. Assim, a capacidade desse organismo para reduzir o nitrato é de importância econômica, eliminando a necessidade de biocidas caros atualmente utilizados no tratamento de reservas de petróleo.
```
 
Imagem (
D. acetiphilus)
 File: Foo.jpg
```